# 全国工交座谈会
工交企业文化革命座谈会，又称全国工交座谈会，是1966年11月16日至12月3日召开的中华人民共和国全国工业交通企业座谈会。

## 经过
1966年11月，中央文革小组陈伯达向余秋里、谷牧提出《关于工厂文化大革命的十二条指示》（《工厂十二条》）。11月14日，周恩来主持中央碰头会，谷牧就《工厂十二条》向周恩来汇报，并提出近日召开全国工交座谈会，周恩来同意。11月16日，国务院在北京召开全国工业交通企业座谈会，讨论工业交通企业“文化大革命”问题，并围绕该草案进行讨论。国务院下属五部（冶金部、水电部、铁道部、化工部、机械部）、七个城市（京、沪、津、沈、哈、汉、穗）及各大区有关负责人参加座谈会。
与会者对“文化大革命”危及工矿行业表示揪心，对在工矿企业如同学校、机关一样地开展“文化大革命”提出异议。还有表示工厂的“文化大革命”不能全面铺开，否则生产肯定要受到影响，且当时生产已有停顿趋势，科研、尖端项目、协作项目已基本上停止，基本建设也开始受到影响。有官员指出，当时生产已经靠吃老本，库存材料已经很少，问题越来越多，马钢、武钢都有停产危险。有的指出，工厂里无论如何要由党委领导，下面再分两摊，一摊抓革命，一摊抓生产，不然生产非受影响不可。有的指出，工厂中不要建立群众组织，担心建立群众组织会出现对立。表示不同意中央文革小组在工交部分开展文化大革命。
11月19日，周恩来在座谈会上讲话。根据周恩来讲话精神，谷牧修改《工厂十二条》，提出《工交企业进行文化大革命的若干规定》，简称《工交十五条》，主张工矿企业分批分期搞文化革命，学生不到工厂串联，坚持八小时生产，工人业余参加革命。11月22日，周恩来、李富春向毛泽东汇报，毛泽东认为，工矿企业要分期分批进行文化大革命，要坚持八小时生产，但要支持工人建立联合组织，十五条不行，可以另写。
11月24日，与会者向周恩来汇报时群情激愤，甚至站了起来。12月2日，周恩来召集陶铸、李富春、余秋里、谷牧和中央文革小组有关人员开会，讨论修改《工厂十二条》，写成《抓革命、促生产的八条意见》，经讨论补充为《中共中央关于抓革命、促生产的十条规定》（《工业十条》）。中共中央政治局扩大会议上，林彪说：“这次工交会议开了二十多天，会议开得不好，是错误的，思想很不对头。”与会者批判了谷牧所写的《关于工矿企业文化革命座谈会的汇报提纲》。12月9日，中共中央下发《工业十条》。